# Translație

Schemă generală a translației unui ARN mesager la eucariote

În biologia moleculară și în genetică, translația (câteodată denumită și traducere, provine din engleză translation) este procesul ce are loc în interiorul ribozomilor localizați citoplasmatic sau la nivelul reticulului endoplasmatic, organite care au rolul de a sintetiza proteinele. Translația are loc după transcripția ADN-ului la ARN, proces ce are loc în nucleul celulei.
În translație, ARN-ul mesager (ARNm) este decodificat la nivelul ribozomilor pentru a produce o catenă polipeptidică, cu o secvență specifică de aminoacizi.